# Alessandro Cesarini (XVII secolo)
Alessandro Cesarini (Roma, 1592 – Roma, 25 gennaio 1644) è stato un cardinale e vescovo cattolico italiano.

## Biografia
Della famiglia dei duchi di Civitanova e marchesi di Civita Lavinia, era figlio di Giuliano II Cesarini (1572-1613), duca di Civitanova e Montecosaro, e di Livia Orsini. Suo prozio era il cardinale Alessandro Cesarini seniore (morto nel 1542). Altri cardinali in famiglia erano stati Giuliano Cesarini (creato nel 1426 da papa Martino V) e Giuliano Cesarini iuniore (creato nel 1493 da papa Alessandro VI).
Dopo aver studiato a Parma, divenne chierico della Camera Apostolica e fu governatore nel conclave del 1623, in cui fu eletto papa Urbano VIII.
Venne creato cardinale-diacono nel concistoro del 30 agosto 1627 con la diaconia di Santa Maria in Domnica; nel 1632 optò per la diaconia dei Santi Cosma e Damiano.
Nel 1636 venne nominato vescovo di Viterbo; l'anno successivo optò per la diaconia di Santa Maria in Cosmedin, quindi, nel 1638, per quella di Sant'Eustachio. Nello stesso anno rinunciò al governo della diocesi.
Morì a Roma nel 1644. Fu sepolto nella tomba di famiglia nella chiesa di Santa Maria in Aracoeli.

## Genealogia episcopale e successione apostolica
La genealogia episcopale è:
- Cardinale Guillaume d'Estouteville, O.S.B.Clun.
- Papa Sisto IV
- Papa Giulio II
- Cardinale Raffaele Sansone Riario
- Papa Leone X
- Papa Paolo III
- Cardinale Francesco Pisani
- Cardinale Alfonso Gesualdo di Conza
- Papa Clemente VIII
- Cardinale Pietro Aldobrandini
- Cardinale Laudivio Zacchia
- Cardinale Antonio Barberini, O.F.M.Cap.
- Cardinale Alessandro Cesarini

La successione apostolica è:
- Vescovo Ludovico Galbiati (1637)
- Vescovo Marco Antonio Mandosio (1637)
- Vescovo Giulio Diotallevi (1637)
- Arcivescovo Francesco Boccapaduli (1638)
- Vescovo Antonio Marenzi (1638)
- Arcivescovo Stefano Sauli (1638)
- Arcivescovo Diego Sersale (1638)
- Vescovo Enea Spennazzi (1638)
- Vescovo Pietro Paolo Medici (1639)
- Vescovo Giovan Tommaso Perrone (1639)
- Vescovo Ippolito Andreasi, O.S.B. (1639)
- Vescovo Carlo Diotallevi (1639)
- Vescovo Camillo Adriani (1639)
- Vescovo Francesco Arcudi, C.R. (1639)
- Vescovo Urbano Zambotti (1640)
- Arcivescovo Leonardo Bondumier (1641)
- Vescovo Antonio Celli, O.P. (1641)
- Vescovo Sebastiano Gentili (1642)
- Vescovo Tommaso D'Avalos, O.P. (1642)
- Vescovo Maurizio Solaro (1642)
- Cardinale Fabrizio Savelli (1642)
- Vescovo Bernardino Panicola (1643)
- Vescovo Riginaldo Lucarini, O.P. (1643)
- Cardinale Alessandro Crescenzi, C.R.S. (1643)

## Ascendenza
|                                                    |                                        |                                         | Genitori                                                  |  |  | Nonni |  |  | Bisnonni                                    |  |  | Trisnonni            |  |
|                                                    |                                        |                                         |                                                           |  |  |       |  |  | Giuliano Cesarini, I marchese di Civitanova |  |  | Giangiorgio Cesarini |  |
|                                                    |                                        |                                         |                                                           |  |  |       |  |  | Giuliano Cesarini, I marchese di Civitanova |  |  | Giangiorgio Cesarini |  |
|                                                    |                                        | Marzia Sforza di Santa Fiora            |                                                           |  |  |       |  |  | Giuliano Cesarini, I marchese di Civitanova |  |  |                      |  |
| Giovan Giorgio Cesarini, II marchese di Civitanova |                                        |                                         |                                                           |  |  |       |  |  | Giuliano Cesarini, I marchese di Civitanova |  |  |                      |  |
|                                                    |                                        | Giulia Colonna                          | Prospero Colonna, duca di Traetto                         |  |  |       |  |  |                                             |  |  |                      |  |
|                                                    |                                        | Giulia Colonna                          | Prospero Colonna, duca di Traetto                         |  |  |       |  |  |                                             |  |  |                      |  |
|                                                    |                                        | Giulia Colonna                          | Isabella Carafa di Maddaloni                              |  |  |       |  |  |                                             |  |  |                      |  |
| Giuliano Cesarini, I duca di Civitanova            |                                        | Giulia Colonna                          |                                                           |  |  |       |  |  |                                             |  |  |                      |  |
|                                                    |                                        | Alessandro Farnese il Giovane           | Pier Luigi Farnese, duca di Parma e Piacenza              |  |  |       |  |  |                                             |  |  |                      |  |
|                                                    |                                        | Alessandro Farnese il Giovane           | Pier Luigi Farnese, duca di Parma e Piacenza              |  |  |       |  |  |                                             |  |  |                      |  |
|                                                    |                                        | Alessandro Farnese il Giovane           | Gerolama Orsini                                           |  |  |       |  |  |                                             |  |  |                      |  |
| Clelia Farnese                                     |                                        | Alessandro Farnese il Giovane           |                                                           |  |  |       |  |  |                                             |  |  |                      |  |
|                                                    |                                        | …                                       | …                                                         |  |  |       |  |  |                                             |  |  |                      |  |
|                                                    |                                        | …                                       | …                                                         |  |  |       |  |  |                                             |  |  |                      |  |
|                                                    |                                        | …                                       | …                                                         |  |  |       |  |  |                                             |  |  |                      |  |
| Alessandro Cesarini                                |                                        | …                                       |                                                           |  |  |       |  |  |                                             |  |  |                      |  |
|                                                    | Ferdinando I Orsini, V duca di Gravina | Francesco Orsini, IV duca di Gravina    |                                                           |  |  |       |  |  |                                             |  |  |                      |  |
|                                                    | Ferdinando I Orsini, V duca di Gravina | Francesco Orsini, IV duca di Gravina    |                                                           |  |  |       |  |  |                                             |  |  |                      |  |
|                                                    | Ferdinando I Orsini, V duca di Gravina | Maria Todeschini Piccolomini d'Aragona  |                                                           |  |  |       |  |  |                                             |  |  |                      |  |
| Virginio Orsini, I duca di San Gemini              | Ferdinando I Orsini, V duca di Gravina |                                         |                                                           |  |  |       |  |  |                                             |  |  |                      |  |
|                                                    |                                        | Beatrice Ferrillo                       | Giacomo Alfonso Ferrillo, conte di Acerenza e Muro Lucano |  |  |       |  |  |                                             |  |  |                      |  |
|                                                    |                                        | Beatrice Ferrillo                       | Giacomo Alfonso Ferrillo, conte di Acerenza e Muro Lucano |  |  |       |  |  |                                             |  |  |                      |  |
|                                                    |                                        | Beatrice Ferrillo                       | Maria Balsa                                               |  |  |       |  |  |                                             |  |  |                      |  |
| Livia Orsini di San Gemini                         |                                        | Beatrice Ferrillo                       |                                                           |  |  |       |  |  |                                             |  |  |                      |  |
|                                                    |                                        | Bonifacio Caetani, IV duca di Sermoneta | Camillo Caetani, III duca di Sermoneta                    |  |  |       |  |  |                                             |  |  |                      |  |
|                                                    |                                        | Bonifacio Caetani, IV duca di Sermoneta | Camillo Caetani, III duca di Sermoneta                    |  |  |       |  |  |                                             |  |  |                      |  |
|                                                    |                                        | Bonifacio Caetani, IV duca di Sermoneta | Beatrice Caetani d'Aragona                                |  |  |       |  |  |                                             |  |  |                      |  |
| Giovanna Caetani                                   |                                        | Bonifacio Caetani, IV duca di Sermoneta |                                                           |  |  |       |  |  |                                             |  |  |                      |  |
|                                                    |                                        | Caterina Pio di Savoia                  | Alberto III Pio di Savoia, VIII signore di Carpi          |  |  |       |  |  |                                             |  |  |                      |  |
|                                                    |                                        | Caterina Pio di Savoia                  | Alberto III Pio di Savoia, VIII signore di Carpi          |  |  |       |  |  |                                             |  |  |                      |  |
|                                                    |                                        | Caterina Pio di Savoia                  | Cecilia Orsini                                            |  |  |       |  |  |                                             |  |  |                      |  |
|                                                    |                                        | Caterina Pio di Savoia                  |                                                           |  |  |       |  |  |                                             |  |  |                      |  |